# Боевой киносборник № 11

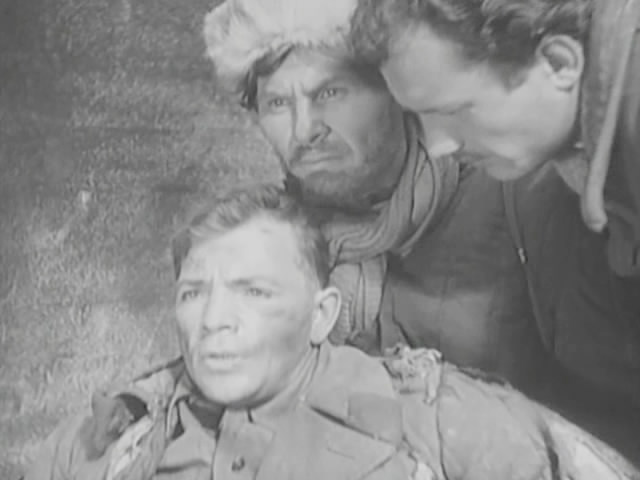
Кадр из фильма: Пётр Алейников и Лаврентий Масоха в роли партизан

«Боевой киносборник № 11» другое название сборника «В кольце ненависти» — одиннадцатый фильм серии из тринадцати боевых киносборников, вышедших в годы Великой Отечественной войны. Снимался на Объединённой Ташкентской студии художественных фильмов. Киносборник выпущен на экраны 7 августа 1942 года.

## Сюжет
В сборник вошли три новеллы:
- «Пауки»:

Действие новеллы происходит в немецком госпитале. Фашистский хирург по приказу своего командования спокойно обрекает на смерть тяжело раненных немецких солдат, вводя им в вену несколько кубиков воздуха.
- «Сто второй километр»:

Неподалеку от полустанка «Сто второй километр», расположенного среди песков, фашистский отряд охраняет железнодорожный мост. Чтобы сорвать доставку на фронт немецкого эшелона с боеприпасами, партизаны готовятся взорвать мост…
- «Карьера лейтенанта Гоппа»:

Действие новеллы происходит в оккупированной русской деревне. Капитан Пфайль упрекает лейтенанта Гоппа за бездеятельность и приказывает ему поймать хотя бы одного партизана. Но Гопп до смерти боится партизан. Чтобы выполнить приказ, он решает выдать группу мирных жителей за партизан. Собрав стариков-крестьян, Гопп уговаривает их сыграть с ним в военную игру…

## В ролях
- Александр Лукьянов — товарищ К.
- Лаврентий Масоха — партизан (нет в титрах)
- Максим Штраух — доктор Хауден, хирург
- Наталья Гицерот — Рената, ассистент хирурга
- Николай Волков — Курт, немецкий офицер («Пауки») и немецкий солдат («Сто второй километр»)
- Пётр Алейников — красноармеец («Пауки») и старик Алеша («Карьера лейтенанта Гоппа»)
- Иван Переверзев — Николай, командир партизанской группы
- Иван Новосельцев — польский крестьянин
- Александр Щагин — партизан
- Иван Бобров — Вильгельм Цингель, немецкий солдат
- Людмила Нарышкина — партизанка
- Виктор Ключарёв — немецкий солдат
- Павел Пекур — партизан
- Андрей Мирошниченко — партизан
- Михаил Бахурин — эпизод
- Григорий Михайлов — партизан
- Сергей Мартинсон — Фридрих Гопп, немецкий лейтенант
- Осип Абдулов — Пфайль, инспектор
- Эммануил Геллер — Тряску, денщик
- Степан Каюков — старик
- Василий Зайчиков — старик
- Пётр Зиновьев — старик
- Лидия Карташова — Матрёна (нет в титрах)
- Андрей Сова — партизан (нет в титрах)
- Владимир Лукин — эпизод (нет в титрах)
- Павел Герага — эпизод (нет в титрах)

## Съёмочная группа
- Режиссёры-постановщики: Илья Трауберг, Владимир Браун, Николай Садкович, Игорь Земгано
- Авторы сценария: Михаил Берестинский, Б. Фаянс, Борис Ласкин, Иосиф Склют
- Операторы-постановщики: Григорий Айзенберг, Александр Лаврик, Яков Кулиш, Андрей Булинский
- Художник-постановщик: Владимир Каплуновский
- Композиторы: Дмитрий Клебанов, Давид Блок